# 원핵생물

원핵생물의 구조

원핵생물(영어: prokaryote)은 핵막이 없는 생물이다. 대부분 단세포 생물이라는 특징이 있다. 진핵생물처럼 디옥시리보뉴클레오타이드(deoxyribonucleotide, DNA의 구성 단위) 구성된 1개의 염색체(주 DNA, chromosome)를 가지고 있지만 진핵생물과는 달리 원형(circular) 구조이다. 또한 염색체 외에 여러 가닥의 작은 원형 DNA를 가지고 있으며 여기에는 생존에 필수적이지는 않지만 유용한 유전자들이 주로 위치한다. 원형 DNA 덕분에 복제 종료 문제(end replication problem)으로부터 자유로워 무한히 증식할 수 있다. 참고로, 진핵생물은 eukaryote라고 한다.

## 원핵생물의 번식
세균과 고균은 무성 생식, 대개 이분법을 통하여 번식한다. 유전자의 교환과 재조합은 여전히 일어나지만 이것은 단지 같은 것을 만들어 내는 과정이며 두 세포들 사이의 DNA의 이동인 수평적 유전자 이동의 형태이다.

## 원핵생물의 구조
원핵생물의 주요 구조는 다음과 같다.(상단의 그림 참조)(위키백과)
- 협막(capsule)
- 세포벽(Cell wall)
- 세포막(Cell membrane)
- 세포질(Cytoplasm)
- 70S의 리보솜(Ribosomes) - 진핵세포는 80S의 리보솜을 가진다.
- 플라스미드(plasmid)
- 선모(pili)
- 편모(flagellum)
- 핵양체(nucleoid)

## 환경
원핵생물들은 지구상의 대부분의 환경에서 산다. 몇몇의 고균과 세균은 온도가 높고 염분이 높은 환경에서도 번성한다. 이러한 생물들을 극한성 생물이라고한다. 많은 고균들은 바다에 사는 플랑크톤과 같이 자란다. 공생하는 원핵생물들은 사람을 포함하여 다른 생물의 몸 안 또는 몸 위에서 산다.

## 원핵생물의 형태
원핵 세포는 다양한 형태를 갖는다. 그 중 네 가지 기본 형태는 다음과 같다.
- 구균 – 구형 또는 난형인 박테리아를 구균(Coccus)라고 한다. 대표적으로 Streptococcus, Staphylococcus 등이 있다.
- 바실러스 - 로드 또는 바실러스라고 불리는 원통형구조가 있다.
- 나선 박테리아 – 일부 막대가 나선 모양으로 꼬이면 스피릴라(spirilla)라고 한다.
- 비브리오 – 쉼표 모양이다.

## 도메인 분류

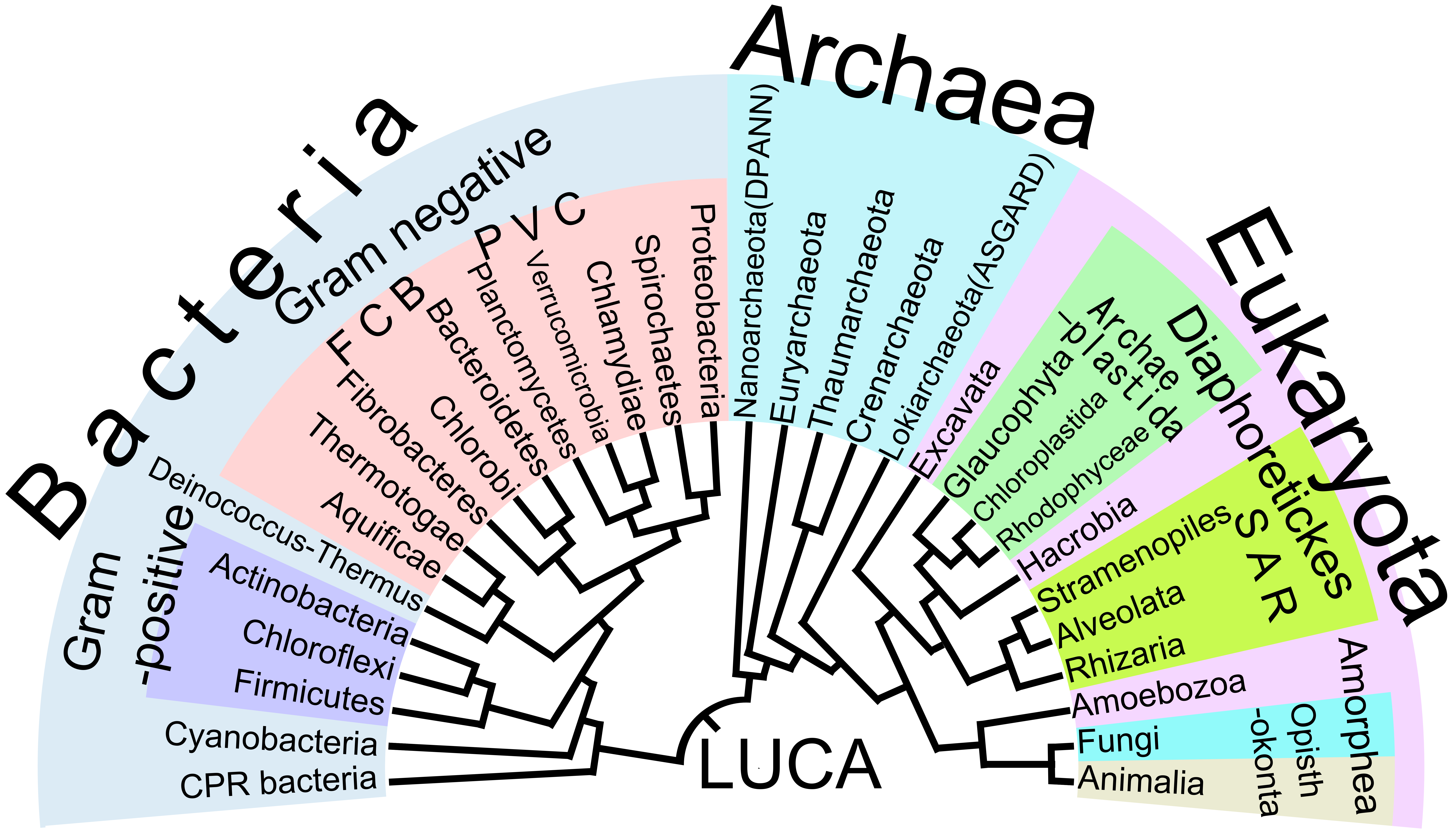
진핵생물과 비교하여, 원핵생물의 다양성을 보여주는 계통수(系統樹 phylogenetic tree).

| 린네               | 헤켈                | 채튼                  | 코플랜드            | 휘태커              | 워즈                     | 워즈               | 캐빌리어스미스           | 캐빌리어스미스         |
| 1735년 2계 분류    | 1866년 3계 분류     | 1925년 2계 분류       | 1938년 4계 분류     | 1969년 5계 분류     | 1977년 6계 분류          | 1990년 3역 분류    | 1993년 8계 분류          | 1998년 6계 분류        |
| ------------------ | ------------------- | --------------------- | ------------------- | ------------------- | ------------------------ | ------------------ | ------------------------ | ---------------------- |
| (다루지 않음)      | 원생생물 (Protista) | 원핵생물 (Prokaryota) | 모네라 (Monera)     | 모네라 (Monera)     | 진정세균 (Eubacteria)    | 세균 (Bacteria)    | 진정세균 (Eubacteria)    | 세균 (bacteria)        |
| (다루지 않음)      | 원생생물 (Protista) | 원핵생물 (Prokaryota) | 모네라 (Monera)     | 모네라 (Monera)     | 고세균 (Archaeabacteria) | 고세균 (Archaea)   | 고세균 (Archaeabacteria) | 세균 (bacteria)        |
| (다루지 않음)      | 원생생물 (Protista) | 진핵생물 (Eukaryota)  | 원생생물 (Protista) | 원생생물 (Protista) | 원생생물 (Protista)      | 진핵생물 (Eukarya) | 고동물 (Archezoa)        | 원생동물 (Protozoa)    |
| (다루지 않음)      | 원생생물 (Protista) | 진핵생물 (Eukaryota)  | 원생생물 (Protista) | 원생생물 (Protista) | 원생생물 (Protista)      | 진핵생물 (Eukarya) | 원생동물 (Protozoa)      | 원생동물 (Protozoa)    |
| (다루지 않음)      | 원생생물 (Protista) | 진핵생물 (Eukaryota)  | 원생생물 (Protista) | 원생생물 (Protista) | 원생생물 (Protista)      | 진핵생물 (Eukarya) | 유색조식물 (Chromista)   | 유색조식물 (Chromista) |
| 식물 (Vegetabilia) | 식물 (Plantae)      | 진핵생물 (Eukaryota)  | 식물 (Plantae)      | 식물 (Plantae)      | 식물 (Plantae)           | 진핵생물 (Eukarya) | 식물 (Plantae)           | 식물 (Plantae)         |
| 식물 (Vegetabilia) | 식물 (Plantae)      | 진핵생물 (Eukaryota)  | 식물 (Plantae)      | 균류 (Fungi)        | 균류 (Fungi)             | 진핵생물 (Eukarya) | 균류 (Fungi)             | 균류 (Fungi)           |
| 동물 (Animalia)    | 동물 (Animalia)     | 진핵생물 (Eukaryota)  | 동물 (Animalia)     | 동물 (Animalia)     | 동물 (Animalia)          | 진핵생물 (Eukarya) | 동물 (Animalia)          | 동물 (Animalia)        |

## 질병

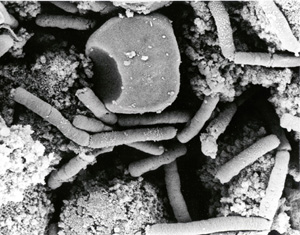
탄저의 원인인 탄저균의 사진

어떤 원핵생물들은 질병의 원인이 성립되기도 한다. 다음은 원핵생물(세균 또는 고균)이 인간에 감염되어 발생하는 질병들이다.
- 식중독 - 살모넬라균 등에 오염된 음식이 원인
- 콜레라
- 가래톳흑사병
- 임질
- 레지오넬라증(재향군인회병)
- 탄저병

## 같이 보기
- 진핵생물